# Herzog Zwei
Herzog Zwei est un jeu vidéo de stratégie en temps réel sur Mega Drive développé et édité par TecnoSoft. Le jeu est sorti en 1989 au Japon et en 1990 aux États-Unis,.

## Système de jeu
Dans Herzog Zwei, deux joueurs s’affrontent dans le but de détruire la base de son adversaire. Les joueurs disposent au début de la partie d’une base principale et de plusieurs bases secondaires qu’ils doivent défendre tout en prenant le contrôle de bases neutre ou de bases ennemis. Pour cela, chaque joueur contrôle un robot transformable disposant de plusieurs fonctions. Avec celui-ci, le joueur peut combattre les ennemis mais aussi acheter des unités de combats, les transporter par les airs en différents points du champ de bataille et leur donner des ordres. L’objectif du jeu est de détruire le camp ennemis. Les ordres peuvent être assignées aux différentes unités de combat lors de leurs construction et lors du transport de celles-ci,.

## Équipe de développement
- Programme principal : Takashi Iwanaga
- Weapon Program : Haruhiko Ohtsuka
- Map Design : Osamu Tsujikawa
- Character Design, Demo Program : Izumi Fukuda
- Musique, effets sonores : Naosuke Arai, Tomomi Ohtani

## Remake
Carbongames studio a sorti (2012) le jeu AirMech qui est un remake de Herzog Zwei, reprenant la grande majorité des éléments présents dans son illustre prédécesseur (mix RTS/Shmup) en y intégrant des nouveautés comme le multijoueur jusqu'à six joueurs, de nouveaux modes de jeux (survie, défis) le tout dans un univers en « 3D cell shadée ». Airmech est un free-to-play disponible sous Chrome et autre navigateurs.

## Accueil
| Herzog Zwei       |      |       |
| Média             | Pays | Notes |
| C+VG              | GB   | 82 %  |
| Joystick          | FR   | 78 %  |
| The Games Machine | GB   | 75 %  |

## Postérité
Herzog Zwei  est généralement considéré comme le premier véritable jeu de stratégie en temps réel. Le jeu est l'une des entrées de l'ouvrage Les 1001 jeux vidéo auxquels il faut avoir joué dans sa vie.